# Patricia Lake
Pour les articles homonymes, voir Lake.
Patricia Lake, née le 8 juin 1919 et morte le 3 octobre 1993, est une actrice et une comédienne de radio américaine. Présentée comme la nièce de Marion Davies, elle a longtemps été suspectée d'être sa fille naturelle issue d'une liaison avec le magnat de la presse William Randolph Hearst. Elle a reconnu cette filiation peu avant sa mort.

## Biographie
Patricia Lake est née dans un hôpital près de Paris. Sa date de naissance n'est pas connue à l'époque, mais d'après le Los Angeles Time elle serait née entre 1920 et 1923. Un document d'assurance maladie indique la date du 8 juin 1919.
Dans les années 1920, des rumeurs indiquent qu'elle serait la fille naturelle de Marion Davies et de William Randolph Hearst, qui n'a jamais divorcé de sa femme légitime Millicent Willson, avec qui il s'était marié en 1903, alors qu'ils vivaient séparément. De nombreux ouvrages indiquent que Patricia serait la fille de Rose, la soeur de Marion Davies, et de son premier mari George Van Cleve. CBS News indique que Hearst a reconnu le jour de son mariage qu'il était bien son père. Quand Marion Davies meurt, elle lui lègue la moitié de sa fortune.
Elle se marie en 1937 avec l'acteur américain Arthur Lake, et ils ont eu deux enfants : Arthur Patrick Lake (Arthur Lake Jr.) né en 1943, et Marion Rose Lake (née en 1944).
Elle confie le secret de sa naissance à son fils, quelques heures avant sa mort d'un cancer du poumon le 3 octobre 1993,,.

## Carrière
Patricial Lake s'est produite au théâtre à partir de la fin des années 1930 jusqu'au milieu des années 1940. Elle remplace Peggy Singleton dans le sitcom Blondie pendant cinq années, donnant la réplique à son mari dans la vie Arthur Lake, qui jouait le rôle du mari de Blondie. Elle s'est également produite dans un feuilleton Meet the Family.
Elle a été sélectionnée par l'association des Motion Picture Publicists  pour être une des 'Baby Stars' en 1940,,, un prix similaire à la sélection ds WAMPAS Baby Stars.